# Yulebacaulis
Yulebacaulis ist eine Gattung aus der Ordnung der urtümlichen Farne, Zygopteridales. Sie stammt aus der Unterkreide von Australien und besteht aus der einzigen Art Yulebacaulis normanii. Mit dieser Gattung reichen die Zygopteridales bis ins Mesozoikum.

## Merkmale
Die bekannten Fossilien von Yulebacaulis umfassen die äußere Rinde, Blattstiele, Aphlebiae (Nebenblatt-ähnliche Gebilde) und Wurzeln. Die Leitbündel des Blattstiels sind uhrglasförmig (clepsydroid), an den beiden Enden des Leitbündels bilden Parenchym-Zellen eine Schlaufe. An den Blattstielen stehen zahlreiche, nicht-fadenförmige Aphlebiae.

## Belege
1. ↑  Wolfgang Frey, Eberhard Fischer, Michael Stech: Bryophytes and seedless Vascular Plants. In: Wolfgang Frey (Hrsg.): Syllabus of Plant Families - A. Engler's Syllabus der Pflanzenfamilien. 13. Auflage. Band 3. Borntraeger, Berlin / Stuttgart 2009, ISBN 978-3-443-01063-8, S. 326.